# 弗罗蒙
弗罗蒙（法語：Fromont，法語發音：[fʁɔmɔ̃] ⓘ）是法国塞纳-马恩省的一个市镇，属于枫丹白露区。

## 地理
弗罗蒙（48°15'20"N, 2°30'14"E）面积10.72 平方千米，位于法国法蘭西島大區塞纳-马恩省，该省份为法国北部内陆省份，北起瓦兹省，西接埃松省、马恩河谷省、塞纳-圣但尼省和瓦兹河谷省，南至卢瓦雷省，东南接约讷省，东临马恩省和奥布省，东北接埃纳省。
与弗罗蒙接壤的市镇（或旧市镇、城区）包括：吕蒙、代斯蒙特、奥维尔、昂蓬维尔、布朗库尔、比尔西、盖尔舍维尔。

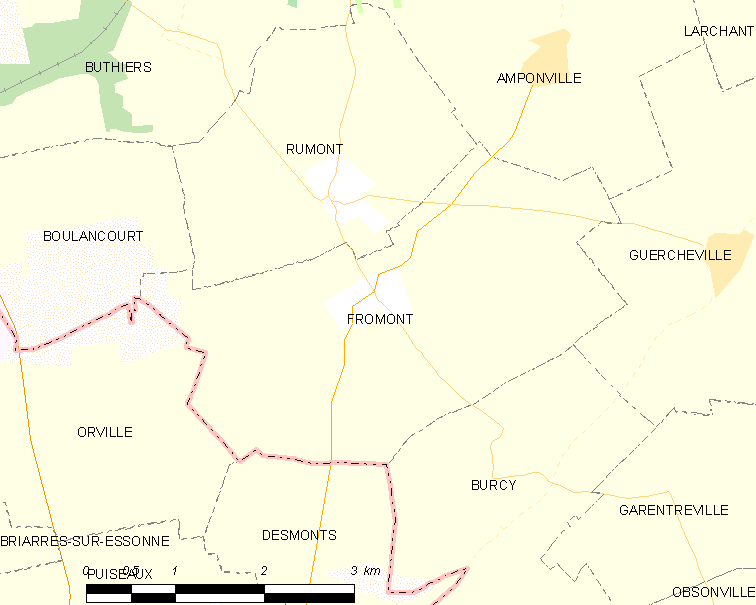
弗罗蒙的OSM定位图

弗罗蒙的时区为UTC+01:00、UTC+02:00（夏令时）。

## 行政
弗罗蒙的邮政编码为77760，INSEE市镇编码为77198。

## 政治
弗罗蒙所属的省级选区为枫丹白露县。

## 人口

1962-2008年间弗罗蒙人口变化图示

弗罗蒙于2022年1月1日时的人口数量为230人。